# Sikh

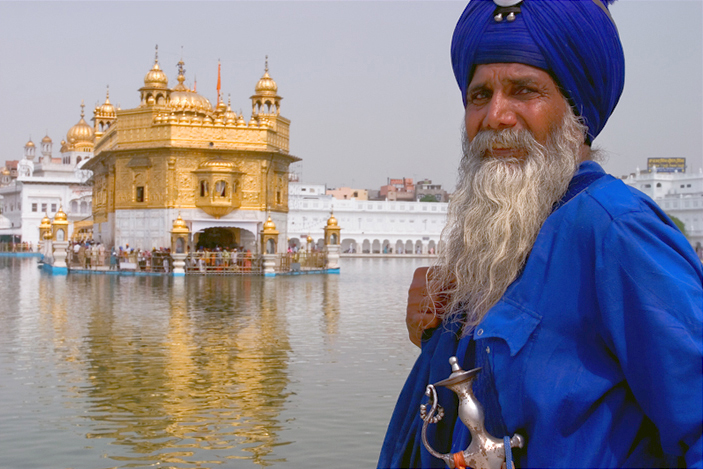
Een sikh bij de gouden tempel Harmandir Sahib te Amritsar

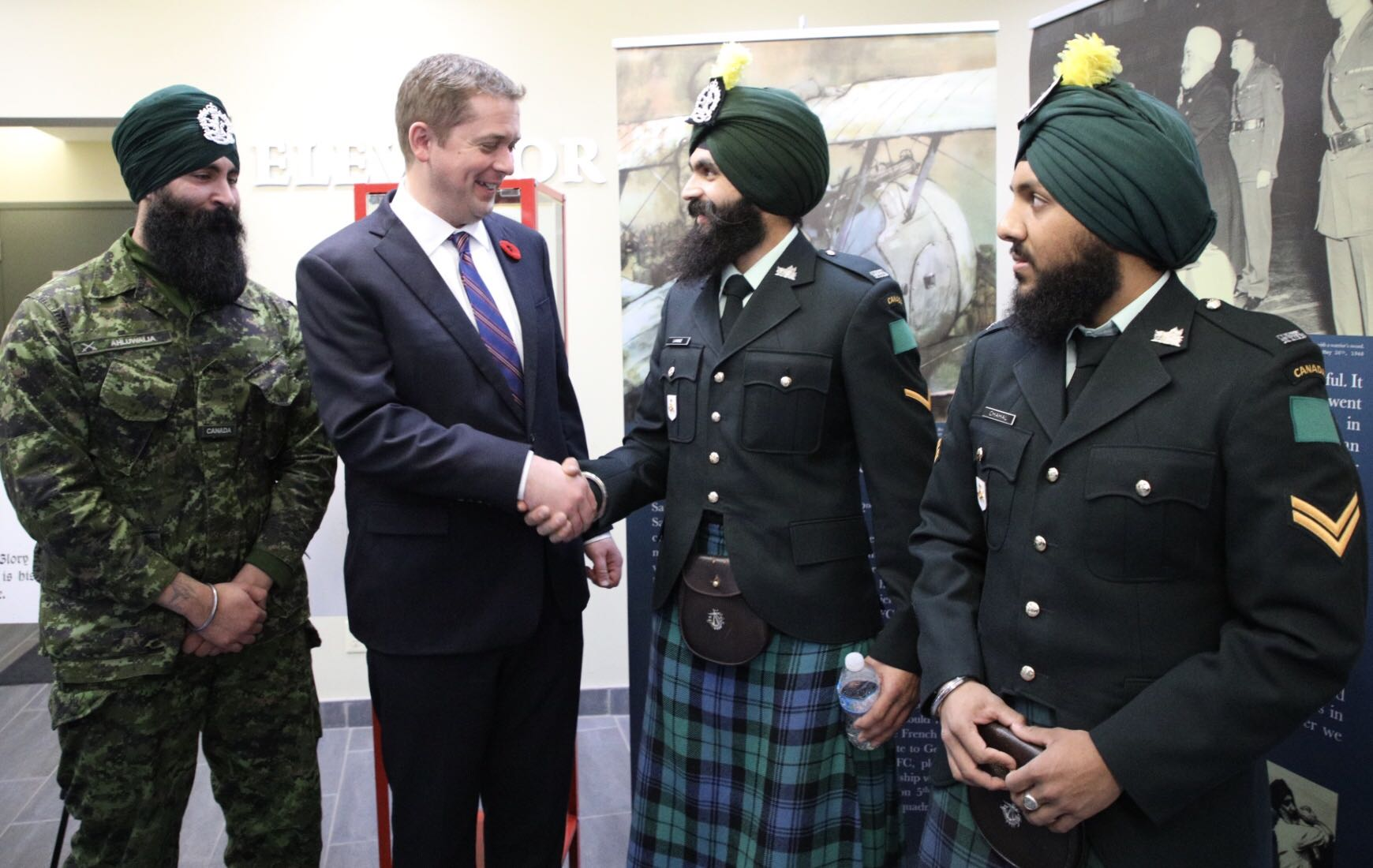
Canadese Sikh-veteranen en soldaten die worden geëerd in een tentoonstelling 100 jaar van het Sikh Heritage Museum.

Een sikh (Punjabi: ਸਿੱਖ) is een aanhanger van het sikhisme, een monotheïstische religie gebaseerd op de leer van de tien goeroes, zoals dat is vastgelegd in de Goeroe Granth Sahib, de huidige goeroe en het heilige boek van de sikhs. Er zijn ongeveer 23 miljoen sikhs wereldwijd. De meeste sikhs zijn Punjabi sprekende Punjabi's en wonen in de Indiase deelstaat Punjab. Oud-premier Manmohan Singh van India is een sikh.
Het Sikh-regiment, een leger dat uit aanhangers van het sikhisme bestaat, heeft in beide wereldoorlogen aan de zijde van de geallieerden meegevochten tegen Duitsland en zijn bondgenoten.

## Naam en geschiedenis
Het woord sikh is afgeleid van het Sanskriet woord shishya, dat discipel of leerling betekent. In het Punjabi betekent het woord sikh leren.
Het sikhisme werd gesticht door Goeroe Nanak (1469-1538), die in de Punjab werd geboren.

## Kenmerken

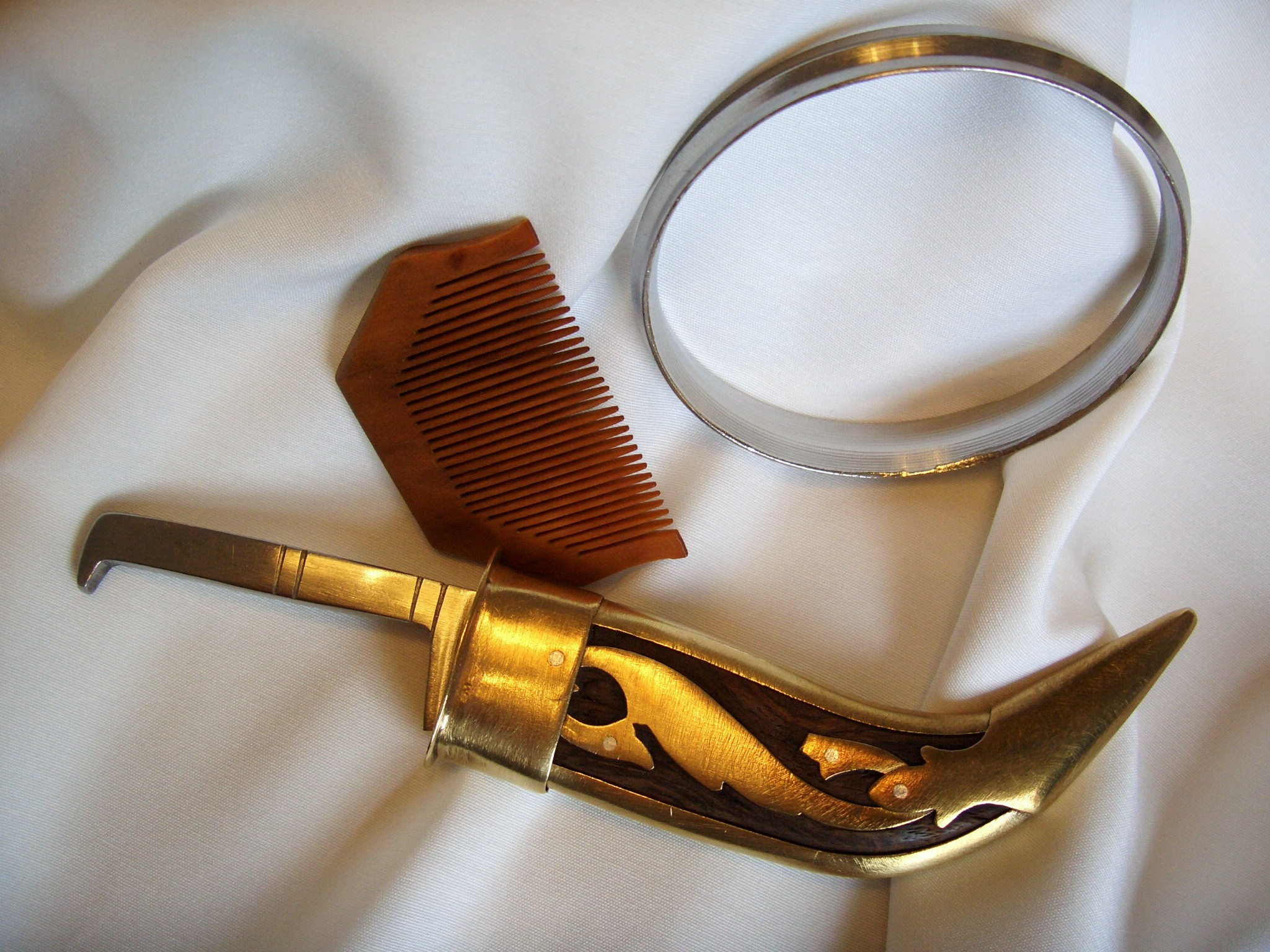
Een Kangha, Kara en Kirpan, drie van de vijf Kakkaars

Een sikh is te herkennen aan een tulband, dastar of dastaar genoemd. Omdat een sikh zijn haren op het gehele lichaam niet mag afknippen, wordt het hoofdhaar met deze tulband bijeengehouden. Een gedoopte sikh tooit zich met de vijf "Kakkaars": Kesh (ongeknipt haar), Kangha (houten kam), Kachhera (korte broek), Kara (stalen armband) en Kirpan (zwaard). 
De sikhs worden geleid door het Shiromani Gurdwara Parbandhak Committee (SGPC), dat gevestigd is in de Harmandir Sahib (voorheen de "Gouden tempel") van Amritsar. Vele sikhs dragen Singh als achtervoegsel bij de naam. 

## Vervolging
De sikhs waren meermaals het slachtoffer van vervolgingen, onder meer tijdens pogroms in 1984 als gevolg van de moord op Indira Gandhi door sikh-lijfwachten in India. In Afghanistan is sprake van systematische vervolging van sikhs door de taliban en ook in Pakistan zijn sikhs het slachtoffer geweest van religieuze vervolgingen door onder andere de regering.